# Cyclops bohemicus
Cyclops bohemicus – gatunek widłonoga z rodziny Cyclopidae, nazwa naukowa gatunku została po raz pierwszy opublikowana w 1938 roku przez czeskiego hydrobiologa Rudolfa Šrámka-Huška.